# ギャビー・ペティート殺人事件
ガブリエル・ヴェノーラ・ペティート（1999年3月19日 - 2021年8月27日ないし30日）は、婚約者のブライアン・ランドリーとアメリカ横断旅行をバンライフスタイルで行っていた旅中に殺害されたアメリカ人女性。アメリカ横断旅行は2021年7月2日に始まり4か月間続く予定だったが、ペティートが8月下旬に姿を消した。ペティートが行方不明になった後、婚約者のランドリーが旅行で使用していたバンをワイオミングから彼の両親の家があるフロリダまで走らせ、ペティートの所在について話すことを拒んだため、ランドリーに対して容疑が向けられた。この事件は警察のボディカメラのビデオ映像や、 緊急通報の録音、目撃証言が公開されソーシャルメディア上で話題になったことから、多くの注目を浴びた。
ランドリーはこの事件の重要参考人と見なされ、他人のデビットカードを使用してお金を引き出した容疑で逮捕状が発行された。ランドリーはフロリダ州ノースポートの自宅を9月13日に出発した。9月17日にランドリーが行方不明なったことが報告された。
2021年9月19日、ワイオミング州のブリッジャーティートン国有林でペティートの遺骨が発見さた。司法解剖により、ペティートは手で首を絞められ殺害されたことが明らかになった。その後1か月にわたりランドリーの所在についてさまざまな憶測がされ、自宅を中心に広範囲な捜索が行われた。10月20日にランドリーの遺骨と所持品がマイオークカハッチー・クリーク環境公園で発見された。自殺だった。